# کشت ادرار
کشت ادرار (Urine culture) نوعی آزمایش است که در آن نمونه‌ای از ادرار بیمار در محیط کشت مناسب برای باکتری‌ها ریخته می‌شود و محیط در شرایط مناسب برای رشد باکتری (گرما و رطوبت) قرار می‌گیرد. پس از چند روز محیط بررسی می‌شود. ساده‌ترین روش تشخیص باکتریوری در ادرار دیده شدن {\displaystyle 10^{5}} کلونی از یک نوع باکتری در کشت ادرار انجام شده‌است که نمونهٔ آن با توجه به دستور صحیح جمع‌آوری نمونهٔ ادرار، جمع‌آوری شده‌است.
معمولاً آزمایش ادرار هم‌زمان با کشت ادرار و نیز آزمایش آنتی‌بیوگرام (آزمایش حساسیت باکتری‌های رشد نموده به آنتی‌بیوتیک‌ها) انجام می‌شود.